# Lick It Up Tour
 Lick It Up Tour var Kiss tionde turné, och pågick 11 oktober 1983-17 mars 1984. All Hell's Breakin' Loose spelades bara i USA. Gene Simmons framförde även eldsprutandet och blodspottandet under en show. Men eftersom publiken ansåg att det inte alls var lika underhållande utan sminket så lade han av med det under resten av turnén och även i framtiden till 1996 då originalbandet återförenades.

## Spellista
1. Creatures of the Night
2. Detroit Rock City
3. Cold Gin
4. Fits Like A Glove
5. Firehouse
6. Gitarrsolo (Paul)
7. Exciter
8. War Machine
9. Gimme More
10. Gitarrsolo (Vinnie)
11. Bas-solo
12. I Love It Loud
13. I Still Love You
14. Trumsolo
15. Young and Wasted
16. Love Gun
17. Black Diamond
18. Lick It Up
19. Rock And Roll All Nite

## Medlemmar
- Gene Simmons - sång, elbas
- Paul Stanley - sång, gitarr
- Eric Carr - trummor, sång
- Vinnie Vincent - gitarr